# Pedicia persica
Pedicia persica är en tvåvingeart som beskrevs av Alexander 1975. Pedicia persica ingår i släktet Pedicia och familjen hårögonharkrankar. Inga underarter finns listade i Catalogue of Life.